# Microfono d'argento
Il Microfono d'argento è stato un premio assegnato ai più popolari personaggi della radio e del giornalismo (e successivamente della televisione), a partire dal 1950. la cerimonia di consegna, in alcune occasioni tra gli anni '70 ed '80 è stata trasmessa in diretta televisiva.

## Edizioni
| Anno | Data       | Messa in onda  | Luogo    | Rete tv | Conduttore/i                       | Premiati                                                                                                 | Fonti |
| ---- | ---------- | -------------- | -------- | ------- | ---------------------------------- | --- | ----- |
| 1978 |            |                |          |         |                                    | Patty Pravo                                                                                              |       |
| 1980 | 12 ottobre | Pomeriggio     | Roma     | Rai 2   | Sandro Ciotti                      | |       |
| 1981 | 11 luglio  | Seconda serata | Sanremo  | Rai 1   | Daniele Piombi                     | |       |
| 1982 | 20 luglio  | Seconda serata | Sanremo  | Rai 1   | Daniele Piombi                     | Enzo Tortora, Delia Scala                                                                                |       |
| 1983 | 12 luglio  | Seconda serata | Ischia   | Rai 1   | Daniele Piombi                     | Pippo Baudo, Nando Martellini, Enrico Ameri, Teresa De Sio, Anna Pettinelli, Renato Zero, Gianni Morandi |       |
| 1984 | 16 ottobre | Seconda serata | Erice    | Rai 1   | Daniele Piombi                     | Toto Cutugno, Loredana Bertè                                                                             |       |
| 1985 | 11 luglio  | Seconda serata | Cefalù   | Rai 1   | Daniele Piombi                     | Pippo Baudo, Enzo Biagi, Renzo Arbore, Ornella Vanoni, Gino Paoli Toto Cutugno, Donatella Rettore        | [ 4 ] |
| 1986 | 23 ottobre | Seconda serata | Avellino | Rai 1   | Daniele Piombi                     | Raffaella Carrà e Adriano Celentano                                                                      | [ 5 ] |
| 1988 |            | Seconda serata |          | Rai 1   | Gabriella Carlucci e Gigi Marzullo | |       |
| 1989 | 18 ottobre | Seconda serata | Fiuggi   | Rai 1   | Claudio Lippi                      | Raffaella Carrà                                                                                          | [ 4 ] |
| 1991 | 12 marzo   | Prima serata   | Fiuggi   | Rai 1   | Milly Carlucci e Maurizio Costanzo | Il Trio, Lino Banfi, Renzo Arbore, Ezio Greggio, Raffaele Pisu, Antonio Ricci                            | [ 4 ] |